# Atelier de moulages des Musées royaux d’Art et d’Histoire

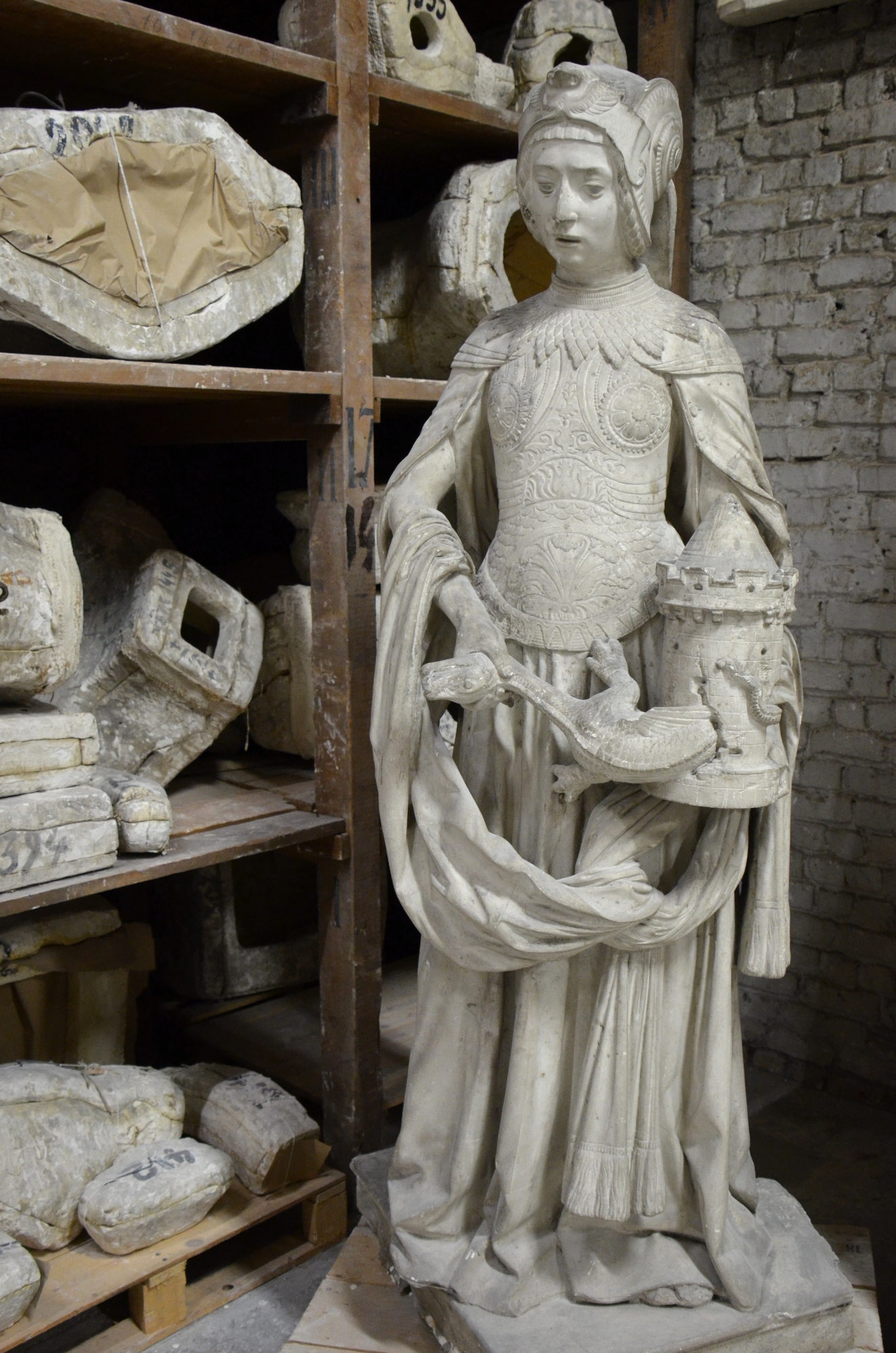
"La Force", moulage par Michel Colombe.

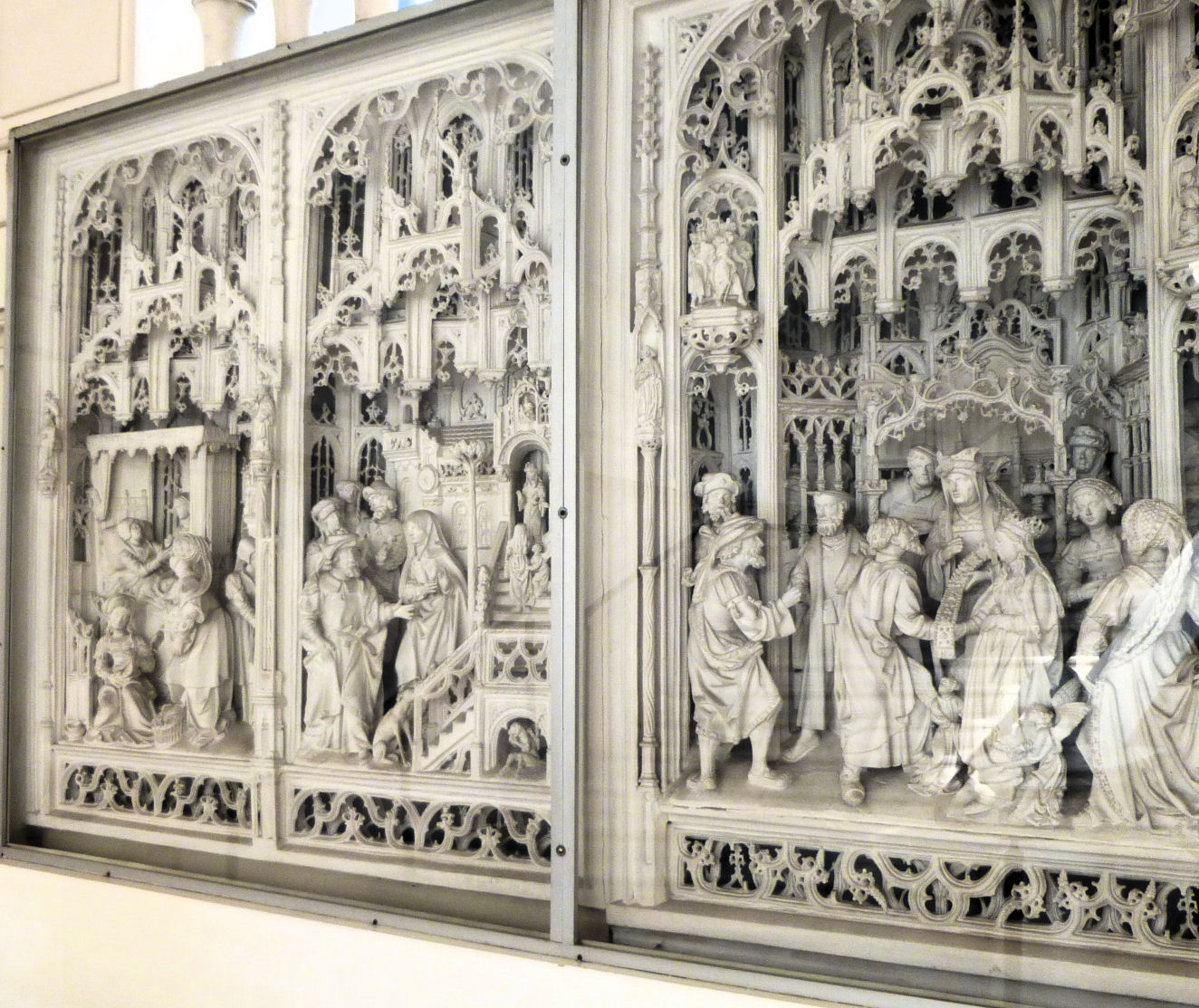
Retable gothique, Notre Dame de Lombeek

 (novembre 2024).
L'atelier de moulages des Musées royaux d’Art et d’Histoire est une institution qui fait partie du Cinquantenaire, où l'on fabrique des moulages en plâtre depuis le XIXe siècle. La collection avait une vocation pédagogique et a connu un grand succès au 19e siècle.
La collection actuelle se compose de 5 000 œuvres d'art, toutes avec des 20.000 pièces plus petites. Dans sa collection se trouvent plusieurs grand artefacts, comme le tombeau de François II à la cathédrale de Nantes.
Aujourd'hui encore, les particuliers peuvent commander des moulages.